# Amyciaea
Amyciaea es un género de arañas cangrejo de la familia Thomisidae.

## Especies
- Amyciaea albomaculata (O. Pickard-Cambridge, 1874)
- Amyciaea forticeps (O. Pickard-Cambridge, 1873)
- Amyciaea hesperia Simon, 1895
- Amyciaea lineatipes O. Pickard-Cambridge, 1901
- Amyciaea orientalis Simon, 1909